# Musca lindneri
Musca lindneri är en tvåvingeart som beskrevs av Paterson 1956. Musca lindneri ingår i släktet Musca och familjen husflugor. Inga underarter finns listade i Catalogue of Life.